# Cinema Bizarre
Cinema Bizarre foi uma banda alemã de new wave e synthpop, com grande influência do movimento visual kei, formada em Berlin em 2005. O grupo, cujas canções são todas interpretadas em inglês, era formado por Strify, Kiro, Yu, Shin e Romeo,e tinha como empresário o cantor Tilo Wolff. Seus estilos inicialmente eram o glam rock e o rock gótico, com algumas influências de new wave; posteriormente, a presença do new wave foi reforçada com a música eletrônica, fundidas num synthpop. Lançaram seu primeiro álbum em 2007.

## História
Cinema Bizarre foi formada em 2005, depois de Kiro, Strify, Yu e se reuniram na convenção de anime, Animagic, em Berlim. Como eram todos os músicos que formaram a banda com Luminor e Shin logo depois.
Seu primeiro CD single "Lovesongs (They Kill Me)" foi lançado em 14 de setembro de 2007, duas semanas após a sua primeira apresentação ao vivo no show de música alemão The Dome. A Norddeutscher Rundfunk (norte televisivo alemão) nomeou a banda para a final nacional do Eurovision Song Contest 2008, Cinema Bizarre, mas não conseguiu impressionar o público. No Angels e Carolin Fortenbacher, Fez na segunda volta da final.

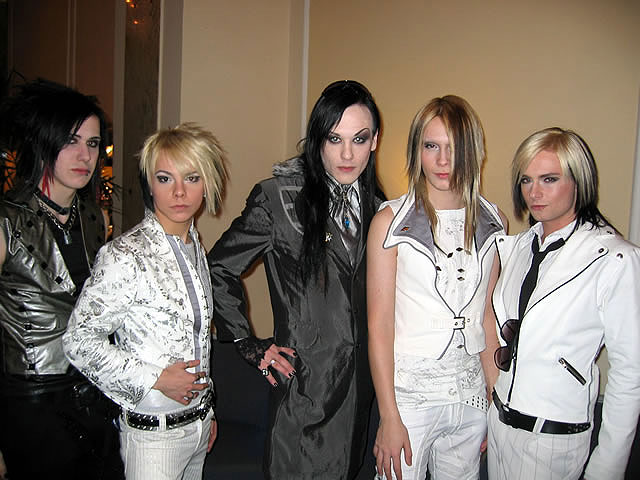
Da esquerda para direita: Yu, Kiro, Luminor, Shin e Strify.

Em 28 de março de 2008, eles começaram sua primeira turnê pela Europa. Em setembro de 2008, Luminor teve uma pausa para cuidar de sua saúde. Foi anunciado que sua saúde era pobre e precisava de tempo livre para ficar melhor. Enquanto ele estava em pausa, o amigo de Yu, Romeo viajou e tocou com a banda.
Em 1 de novembro de 2008, um trailer foi divulgado, indicando o nome do próximo álbum, ToyZ.
Inicialmente, o primeiro single do seu novo álbum foi "Erase and Replace", mas a banda mudou de idéia, e anunciou oficialmente "My Obsession" como primeiro single, uma canção que Strify descreveu sendo como uma "balada poderosa". No entanto, o single foi divulgado, e, rapidamente, foi parar à Internet. O álbum foi lançado mais tarde do que o previsto, em 21 de agosto. "My Obsession", embora já tivesse disponível na Internet, nunca foi devidamente lançado. A banda divulgou uma mensagem na sua conta do YouTube explicando a sua decepção, e que eles vão mudar o single. No seu site oficial e na página do MySpace, eles anunciaram que o seu álbum para os E.U.A. iria ser intitulado "Bang!" e iria ser lançado em 25 de agosto de 2009, na terça-feira após o lançamento europeu de "ToyZ". O último single é "I Came 2 Party", um dueto com Space Cowboy. Ficou  disponível no início de agosto de 2009 na Europa e nos Estados Unidos.

### Partida do Luminor
A partir de setembro de 2008, Luminor tinha estado ausente em alguns concertos e Romeo (amigo mais próximo de Yu) temporariamente ajudou no lugar Luminor. Em 27 de novembro de 2008, Luminor anunciou em seu perfil do MySpace que ele teve que deixar Cinema Bizarre. Ele disse que esta partida foi devido a problemas de saúde e insolúveis conflitos interiores. Em sua declaração, ele disse rapidamente que sua condição piorou, ele não foi capaz de continuar a participar na banda, e era um assunto privado.Pouco tempo depois, disse em uma entrevista, que o principal motivo de sua saída, seria um conflito que não iria resultar bem.
Em 2009 veio, Romeo Nightingale tornou-se oficialmente um novo membro do Cinema Bizarre como o tecladista.
Em 12 de abril de 2020, Luminor faleceu devido a uma overdose de analgésicos em seu apartamento em Colônia, aos 35 anos.

## Fim da Banda
Em 21 de janeiro de 2010, a banda postou duas mensagens em seu Facebook e Twitter, uma em inglês e outra em alemão. Ambas diziam que a banda iria parar por um tempo indeterminado, o que levou a grande revolta dos fãs e vários boatos começaram aparecer,por alguns dias fãs que seguiam cada membro em redes sociais tiveram alguma esperança de que a banda pudesse retornar. Segundo, Yu (guitarrista) a banda não havia acabado e que a banda voltaria brevemente,Strify também confirmou em uma resposta para um fã no Facebook dizendo que a banda estava mesmo fazendo uma pausa,até agora,uma pausa bem demorada. Os fãs creem no retorno e ainda descrevem frases como "Forever or Never?"

## Integrantes
- Strify (Andreas Hudec, nascido em 20 de agosto de 1988) - vocal
- Kiro (Carsten Carl Schäfer, nascido em 11 de janeiro de 1988) - baixo
- Yu (Hannes de Buhr, nascido em 29 de dezembro de 1988) - guitarra
- Shin (Marcel Gothow, nascido em 12 de dezembro de 1989) - bateria
- Romeo (Romeo Nightingale, nascido em 4 de agosto de 1988) - teclado
- Luminor † (Lars Falkowsky, nascido em 22 de março de 1985; falecido em 12 de abril de 2020) - teclado e segunda voz

## Álbuns de estúdio
- Final Attraction (2007)
- ToyZ (2009)
- Bang! (Álbum exclusivo dos EUA) (2009)

## Compactos
- "Lovesongs (They Kill Me)" (2007)
- "Escape To The Stars" (2007)
- "Forever or Never" (2008)
- "I Came 2 Party (Feat. Space Cowboy)" (2009)
- "My Obsession" (2009)